# Dawid Kubacki
Dawid Grzegorz Kubacki, poljski smučarski skakalec, * 12. marec 1990, Nowy Targ, Poljska.
Kubacki je član smučarsko skakalnega kluba Wisła Zakopane, v svetovnem pokalu tekmuje od leta 2008. Prvo uvrstitev na stopničke je dosegel v Oberstdorfu 30. decembra 2017, prvo zmago pa v Predazzu 13. januarja 2019. Na olimpijskih igrah je nastopil v letih 2014 in 2018, ko je z reprezentanco osvojil bronasto medaljo na ekipni tekmi. Na svetovnih prvenstvih je osvojil ekipno zmago leta 2017 in posamični naslov svetovnega prvaka leta 2019 na srednji skakalci, leta 2013 pa bronasto medaljo na ekipni tekmi, kar je dosegel tudi na svetovnem prvenstvu v poletih leta 2018. V sezoni 2019/2020 je osvojil zmago na turneji štirih skakalnic z zmago na zadnji tekmi v Bischofshofnu in uvrstitvijo na stopničke na preostalih treh.